# Alina l'Ami
Alina l'Ami (z domu Moțoc, ur. 1 czerwca 1985 w Jassach) – rumuńska szachistka, arcymistrzyni od 2005, posiadaczka męskiego tytułu mistrza międzynarodowego od 2014 roku.

## Kariera szachowa
W latach 1993–2005 wielokrotnie reprezentowała Rumunię na mistrzostwach świata i Europy juniorów w różnych kategoriach wiekowych, zdobywając trzy medale: dwa złote (São Lourenço 1995 – MŚ do 10 lat i Peñiscola 2002 – ME do 18 lat) oraz srebrny (Băile Herculane 1994 – ME do 10 lat). W 2001 r. zdobyła tytuł mistrzyni kraju juniorek w kategorii do 20 lat, w 2002 – do 18 lat, a w 2004 – ponownie do 20 lat. Była również wielokrotną finalistką indywidualnych mistrzostw Rumunii, dwukrotnie zdobywając medale: srebrny (2002) i brązowy (2007).
Wielokrotnie reprezentowała Rumunię w turniejach drużynowych, m.in.:
- czterokrotnie na olimpiadach szachowych (w latach 2004, 2008, 2010, 2012); medalistka: indywidualnie – brązowa (2008 – na V szachownicy)[2],
- na drużynowych mistrzostwach świata (w roku 2013)[3],
- pięciokrotnie na drużynowych mistrzostwach Europy (w latach 2003, 2007, 2009, 2011, 2013)[4],
- trzykrotnie na drużynowych mistrzostwach Europy juniorów do 18 lat (w latach 2001, 2002, 2003); dwukrotna medalistka: wspólnie z drużyną – złota (2003) i brązowa (2002)[5].

Normy na tytuł arcymistrzyni wypełniła w Bukareszcie (2003, dz. I m. wspólnie z Angelą Dragomirescu), Stambule (2003, indywidualne mistrzostwa Europy kobiet) oraz Hengelo (2005). W 2007 r. odniosła samodzielne zwycięstwo w kołowym turnieju, rozegranym w Poniewieżu. W 2014 r. zwyciężyła w turnieju Heroes Day Master w Bridgetown.
Najwyższy ranking w dotychczasowej karierze osiągnęła 1 lipca 2014 r., z wynikiem 2446 punktów zajmowała wówczas 45. miejsce na światowej liście FIDE, jednocześnie zajmując 2. miejsce (za Coriną-Isabelą Peptan) wśród rumuńskich szachistek.

## Życie prywatne
Mężem Aliny l'Ami jest holenderski arcymistrz Erwin l'Ami.